# Associação Atlética das Palmeiras
L'Associação Atlética das Palmeiras era una società calcistica di San Paolo del Brasile fondata il 9 novembre 1902. È stata campione del Campionato Paulista per tre volte.

## Storia
L'Associação Atlética das Palmeiras ha incluso nella sua costituzione alcune delle principali famiglie della città. Il suo campo era in Av. Angélica, dove all'epoca c'erano solo fattorie e lotti vuoti. 
Nel 1904 la lega decise di ampliare il numero dei club partecipanti e aprì ad una nuova squadra; tuttavia, oltre all'Atlética das Palmeiras, si interessò anche dell'Internacional de Santos. Quell'anno ci fu una scissione nel Paulistano e alcuni dei suoi giocatori s'aggregarono al Palmeiras. Si giocò quindi una partita che avrebbe definito la nuova partecipante del prossimo campionato. L'incontro fu vinto per 4-0 dal Palmeiras che entrò così a far parte della Prima Divisione.
Il club si trasferì a Chácara da Floresta, già campo del disciolto Clube de Regatas São Paulo, predecessore dell'attuale Centro Esportivo Tietê. La squadra scalò rapidamente i campionati andando a vincere le edizioni 1909, 1910 e 1915, diventando così una delle grandi formazioni di inizio secolo.
Nel 1916 l'Associação Atlética das Palmeiras aiutò la neonata Palestra Itália a conquistare un posto per competere per la prima volta nel campionato di calcio Paulista. Questo fatto verrà ricordato nel 1942, quando la Palestra Itália fu costretta a cambiare nome a causa della seconda guerra mondiale, e fu ribattezzata Sociedade Esportiva Palmeiras, in onore dell'A.A. das Palmeiras.
A metà degli anni '20, la discussione sull'opportunità o meno di professionalizzare il calcio Paulista portò a una scissione tra club professionistici, guidati da Corinthians e Palestra Itália durante il campionato APEA nel 1926, e club pro-dilettantismo guidati da Paulistano, Sport Club Germânia e Palmeiras.
Tuttavia, la professionalizzazione è stata irreversibile e, dopo quattro stagioni, la Liga dos Amadores de Futebol si sciolse, con la sua squadra più importante, il Paulistano, che chiuse la sua sezione calcistica. Il Palmeiras, dopo un ultimo posto al Paulistano nel 1928, e un penultimo posto nel campionato successivo, cercarono ancora di adattarsi al professionismo. Ormai non più competitivo, indebitato ed impossibilitato a gareggiare nel campionato nel 1930, si ritirò e successivamente si sciolse.
Nel gennaio 1930, alcuni professionisti e dirigenti si unirono ad altri del C. A. Paulistano, per dare vita al São Paulo Futebol Clube, squadra che ha ereditato i colori che simboleggiano la fusione delle due formazioni.

## Palmarès

### Competizioni statali
- Campionato paulista: 3

1909, 1910, 1915